# Torquiendo
Torquiendo es una localidad española del municipio de Guriezo, perteneciente a la comunidad autónoma de Cantabria. 

## Geografía
La localidad se encuentra a 215 m s. n. m. y a 5,5 kilómetros de la capital municipal, El Puente.

## Historia
Hacia mediados del siglo XIX, el lugar era referido como una aldea ya por entonces perteneciente al municipio de Guriezo. Aparece descrito en el decimoquinto volumen del Diccionario geográfico-estadístico-histórico de España y sus posesiones de Ultramar de Pascual Madoz con las siguientes palabras:

TORQUIENDO: ald. en la prov. de Santander, part. jud. de Castro-urdiales, correspondiente al valle y ayunt. de Guriezo.
(Madoz, 1849, p. 44)

En 2023, la entidad singular de población de Torquiendo tenía empadronados 29 habitantes, todos ellos en el núcleo de población de ese nombre.